# Elements Festival
Het Elements festival was een muziekfestival dat sinds 2010 jaarlijks eind september in de Belgische stad Brugge plaatsvond. Er werd elektronische muziek gespeeld, met name drum and bass, dubstep en hardcore. In 2015 kende het bezoekersaantal een sterke terugval van 8.000 bezoekers naar 3.000 bezoekers.